# Ролдана белокопытниковая
Ролдана белокопытниковая (лат. Roldana petasitis) — полукустарник, вид рода Ролдана (Roldana) семейства Астровые, или Сложноцветные (Asteraceae). Произрастает в Центральной Америке. Культивируется как декоративное садовое растение. 

## Описание
Вечнозелёный полукустарник, хорошо растущий в условиях постоянной жары и предпочитающий защищённые места. Достигает высоты до 1,8 м, он отличается слабыми стеблями и крупными, мягко опушёнными, жилкованными, пальчатосложными листьями длиной и шириной не более 20 см, с семью или более широкими, тупыми долями. Цветки длиной 8–10 мм, жёлтые, похожие на ромашки, с шестью язычковыми цветками, собраны в метёлки. Растение цветёт с зимы до ранней весны. 

### Разновидности
Существует несколько разновидностей: 
- Roldana petasitis var. cristobalensis — разновидность c листьями, пурпурными с нижней стороны[7][8].
- Roldana petasitis var. oaxacana (Hemsl.) Funston[9][10]
- Roldana petasitis var. sartorii[11].
- и др.

## Ареал и местообитание
Произрастает в субтропическом высокогорье (Южная Сьерра-Мадре) штата Оахака в Мексике, а также в тропиках Сальвадора, Гватемалы и Никарагуа на юге. В климатическом отношении оно встречается в тропических саваннах, переходящих в более сухие полузасушливые или умеренные влажные/сухие районы, от Веракруса на севере до Никарагуа на юге, как в сосново-дубовых, так и в горных туманных лесах на высоте от 1000 до 2500 м над уровнем моря. Разновидность Roldana petasitis var. cristobalensis встречается в Чьяпасе, самом южном штате Мексики, и в Гватемале на высоте от 1000 до 1600 м над уровнем моря.  

## Культивирование
Растение натурализовано в некоторых районах юго-восточной Австралии и Новой Зеландии.

## Галерея

Ролдана белокопытниковая
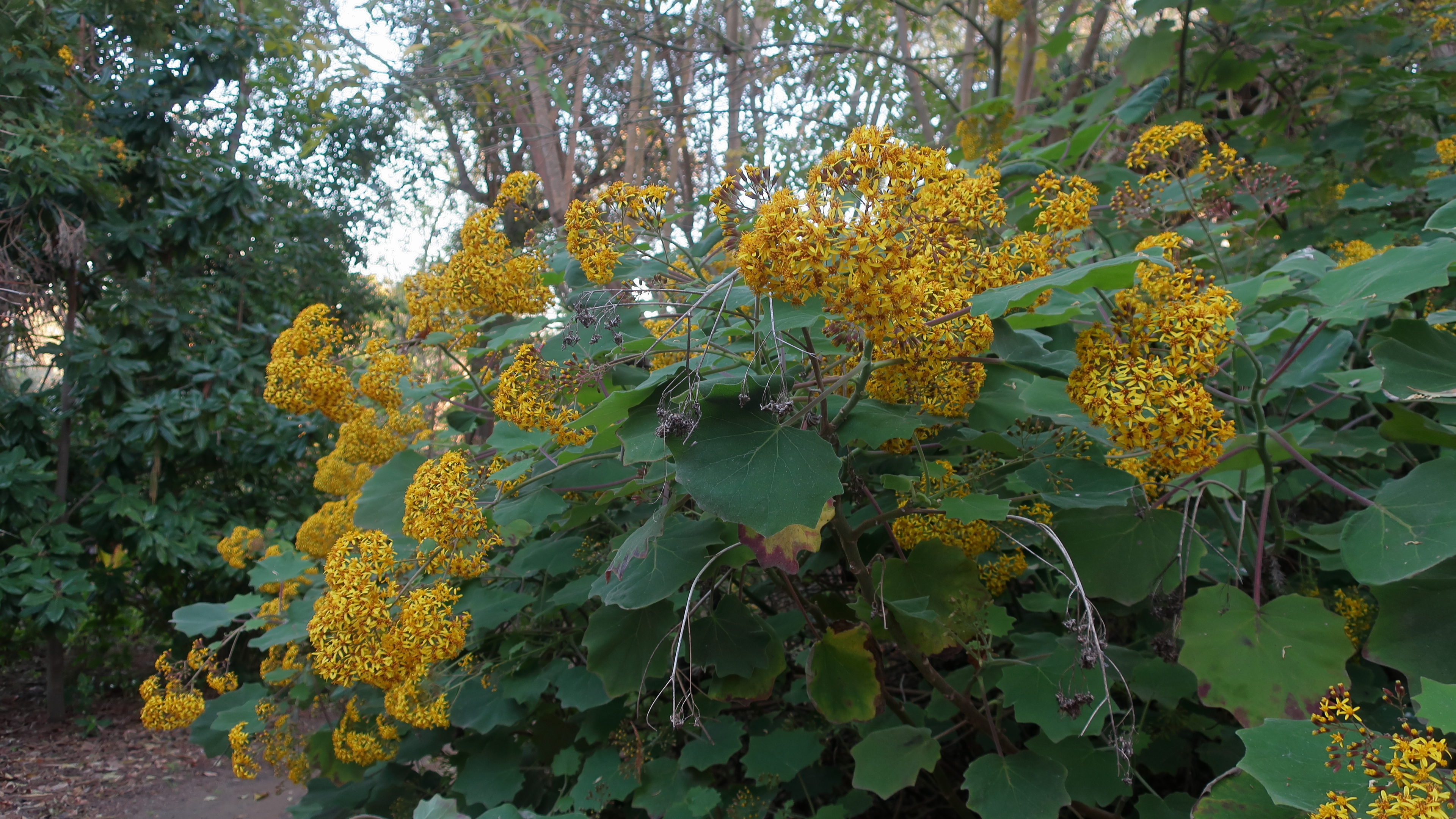
Общий вид кустарника
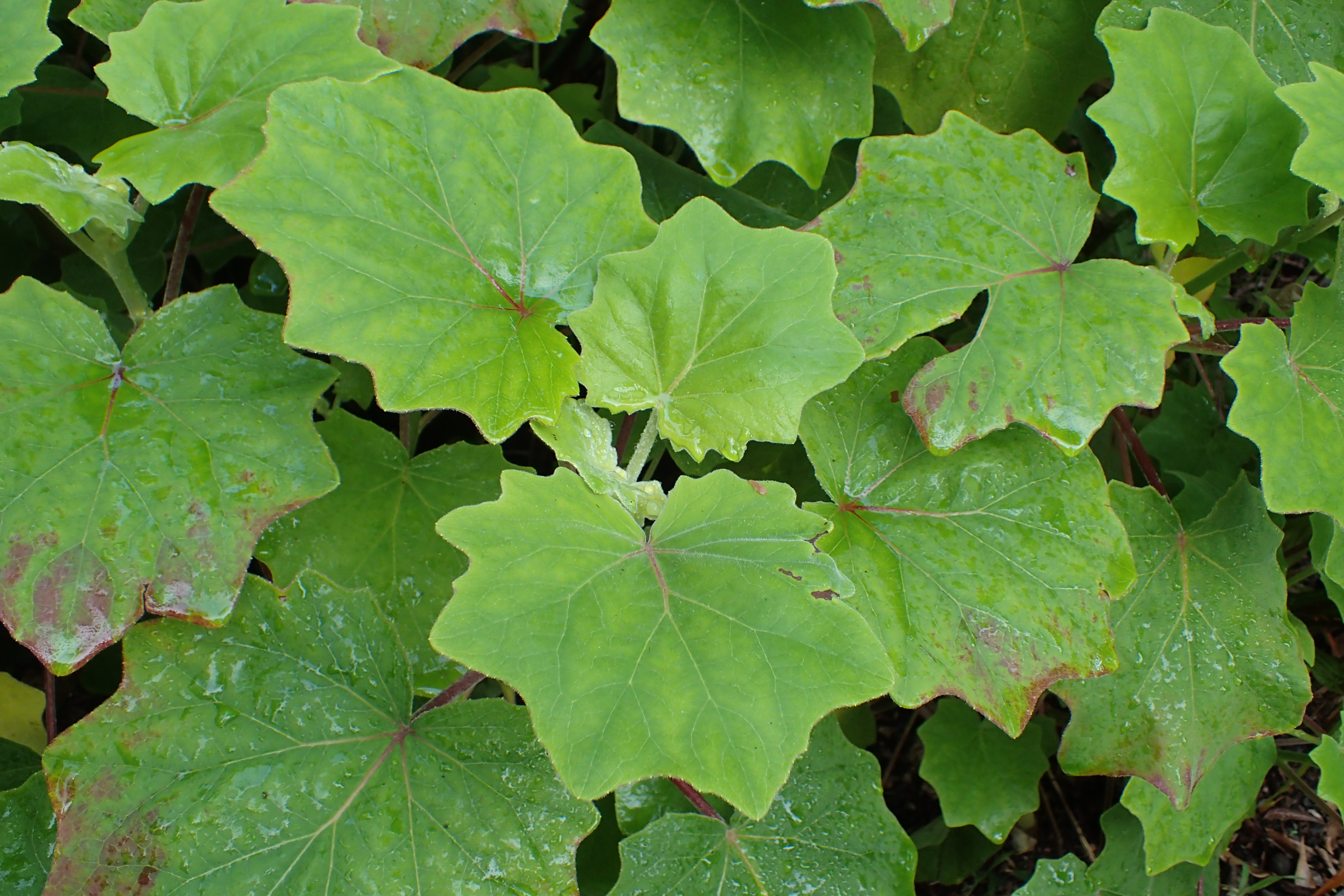
Листья
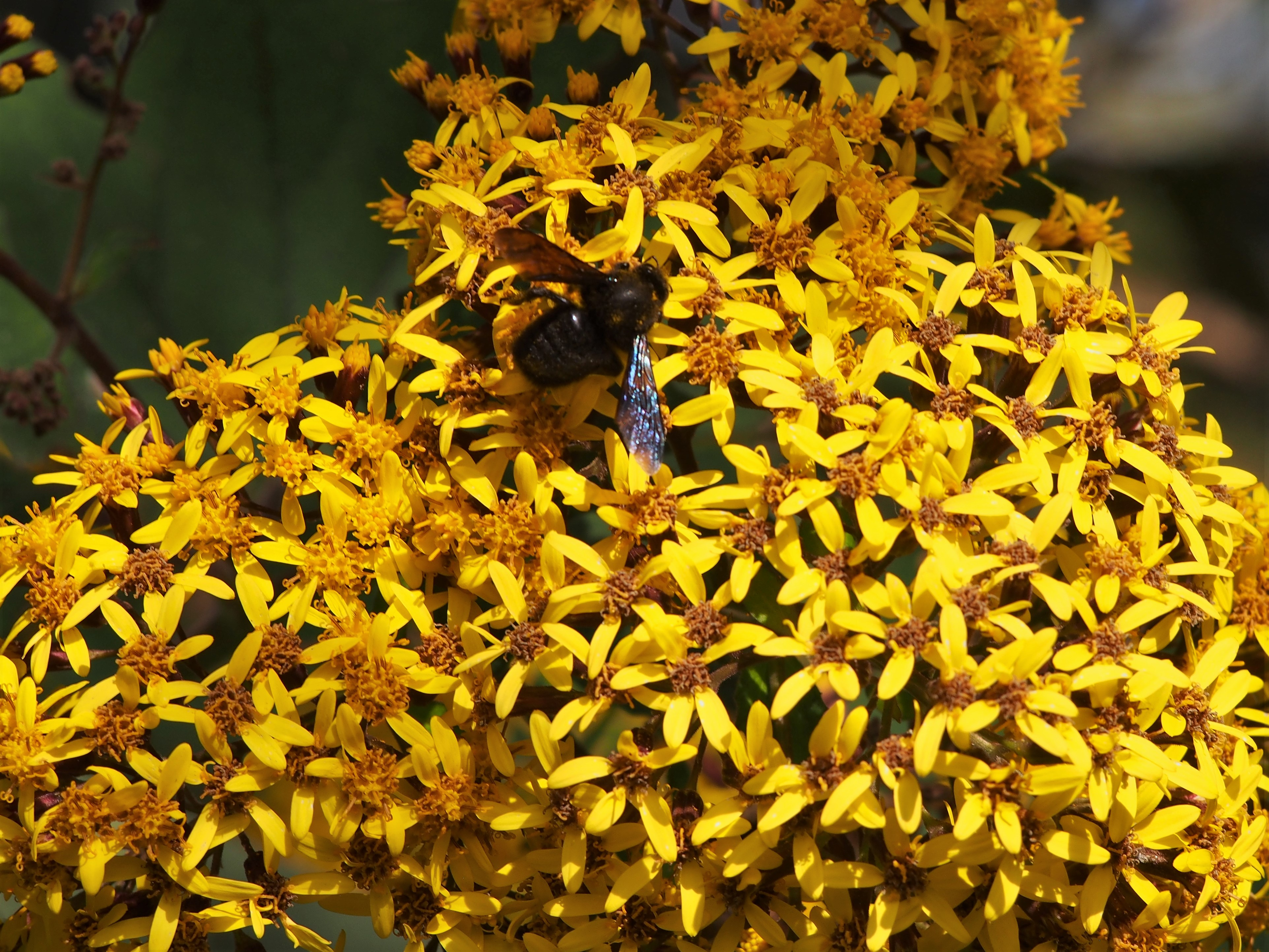
Соцветие
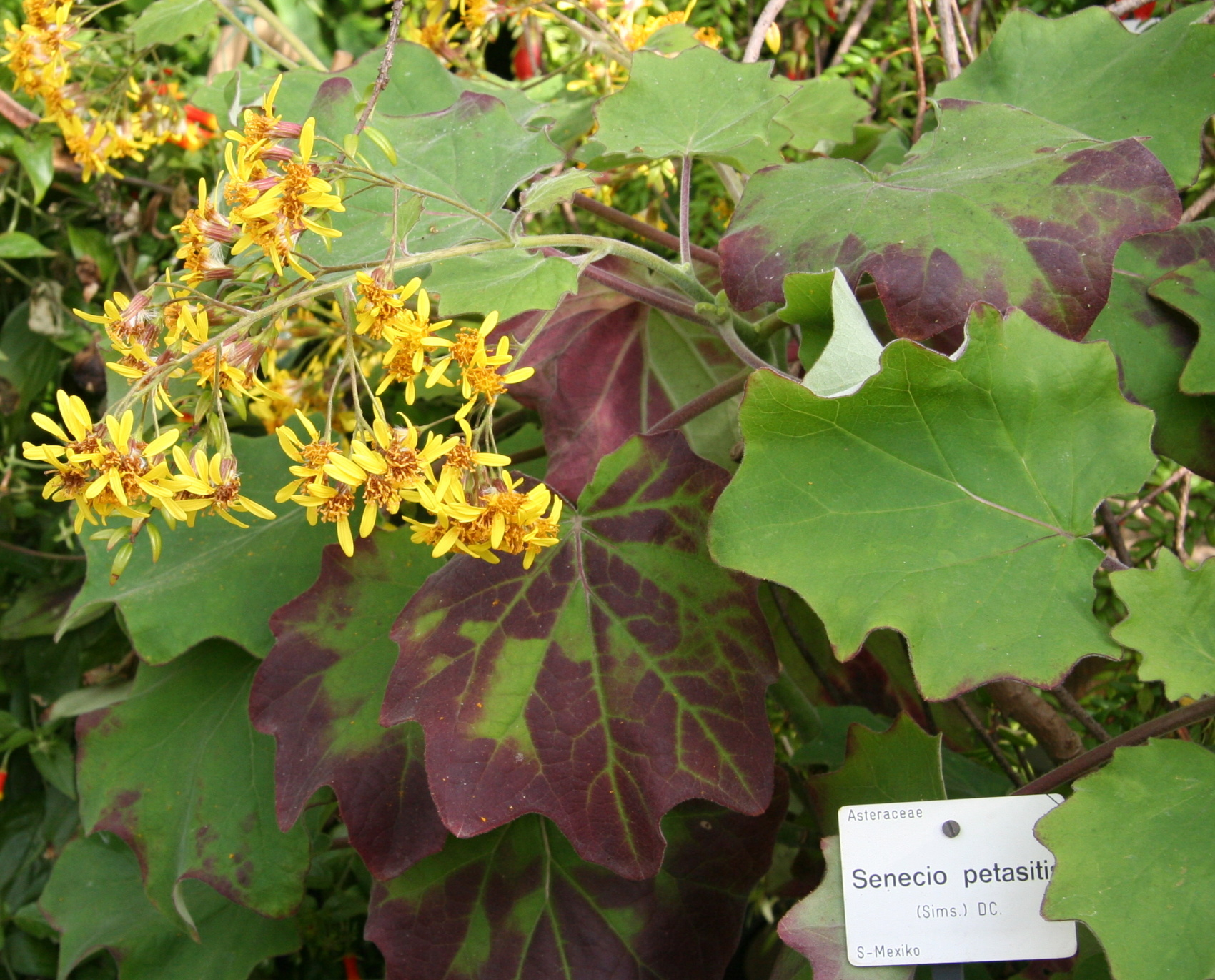
Разновидность 'R. p. var. cristobalensis'